# Copa Tarjeta Línea Propia de Telefónica CTC Chile 2002
La Copa Tarjeta Línea Propia de Telefónica CTC Chile 2002 fue una competencia amistosa de fútbol disputada doce veces en ese año y en la que participaron diferentes equipos de la Primera División de Chile de esa temporada.
Cuatro ediciones fueron ganadas por la Universidad de Chile, tres por Colo-Colo, dos por Coquimbo Unido y una por Everton, Santiago Wanderers y Rangers.

## Primera edición
El partido, disputado en enero en el Estadio Sausalito de Viña del Mar, lo ganó Colo-Colo por 2-0, obteniendo así su primer título de la Copa Tarjeta Línea Propia de Telefónica CTC Chile.
| Copa Tarjeta Línea Propia de Telefónica CTC Chile 2002 I edición; 14 de enero de 2002 | Everton | 0:2 (0:1) | Colo-Colo         | Estadio Sausalito, Viña del Mar (Chile) |                    |
|                                                                                       |         |           | González 23', 63' | Árbitro(s): Arenas                      | Árbitro(s): Arenas |

### Campeón
| Chile               |
| Colo-Colo 1º título |

## Segunda edición
La edición consistió en la celebración de la Noche Caturra, jornada de presentación del plantel del equipo de fútbol Santiago Wanderers, que tuvo como invitado a Everton.
El partido, disputado en enero en el Estadio Sausalito de Viña del Mar, terminó empatado 1-1 durante el tiempo reglamentario y se resolvió mediante definición a penales, en los cuales, Everton ganó por 6-5, obteniendo así su primer título de la Copa Tarjeta Línea Propia de Telefónica CTC Chile.
| Copa Tarjeta Línea Propia de Telefónica CTC Chile 2002 II edición; 16 de enero de 2002 | Everton                            | 1:1 (1:1) (3:2 p.)         | Santiago Wanderers                           | Estadio Sausalito, Viña del Mar (Chile) |                        |
|                                                                                        | Ochoa 22'                          |                            | Pezzarossi 39'                               | Árbitro(s): Pablo Pozo                  | Árbitro(s): Pablo Pozo |
|                                                                                        |                                    | Tiros desde el punto penal |                                              |                                         |                        |
|                                                                                        | Moena · González · Estrada · Plaza |                            | Soto · Sepúlveda · Queraltó · Núñez · Gálvez |                                         |                        |

### Campeón
| Chile             |
| Everton 1º título |

## Tercera edición
El partido, disputado en enero en el Estadio Francisco Sánchez Rumoroso de Coquimbo, lo ganó Coquimbo Unido por 1-0, obteniendo así su primer título de la Copa Tarjeta Línea Propia de Telefónica CTC Chile.
| Copa Tarjeta Línea Propia de Telefónica CTC Chile 2002 III edición; 18 de enero de 2002 | Coquimbo Unido | 1:0 (1:0) | Colo-Colo | Estadio Francisco Sánchez Rumoroso, Coquimbo (Chile)    |                                                         |
|                                                                                         | Olivares 7'    |           |           | Asistencia: 8.000 espectadores Árbitro(s): Jorge Osorio | Asistencia: 8.000 espectadores Árbitro(s): Jorge Osorio |

### Campeón
| Chile                    |
| Coquimbo Unido 1º título |

## Cuarta edición
El partido, disputado en enero en el Estadio Sausalito de Viña del Mar, lo ganó Universidad de Chile por 3-2, obteniendo así su primer título de la Copa Tarjeta Línea Propia de Telefónica CTC Chile.
| Copa Tarjeta Línea Propia de Telefónica CTC Chile 2002 IV edición; 21 de enero de 2002 | Santiago Wanderers             | 2:3 (2:2) | Universidad de Chile                 | Estadio Sausalito, Viña del Mar (Chile)                   |                                                           |
|                                                                                        | Fernández 22' · Pezzarossi 35' | Reporte   | Rueda 32' · González 45' (pen.), 47' | Asistencia: 6.000 espectadores Árbitro(s): Carlos Chandía | Asistencia: 6.000 espectadores Árbitro(s): Carlos Chandía |
| 21' Castañeda (Universidad de Chile). · 88' Tampe (Universidad de Chile).              |                                |           |                                      |                                                           |                                                           |

### Campeón
| Chile                          |
| Universidad de Chile 1º título |

## Quinta edición
El partido, disputado en enero en el Estadio El Teniente de Rancagua, lo ganó Colo-Colo por 3-1, obteniendo así su segundo título de la Copa Tarjeta Línea Propia de Telefónica CTC Chile.
| Copa Tarjeta Línea Propia de Telefónica CTC Chile 2002 V edición; 23 de enero de 2002, 21:30 | Colo-Colo                           | 3:1 (1:1) | Universidad de Chile | Estadio El Teniente, Rancagua (Chile) |  |
|                                                                                              | Tapia 43', 77' (pen.) · Cáceres 88' | Reporte   | Rueda 33'            |                                       |  |
| 34' Valladares (Universidad de Chile).                                                       |                                     |           |                      |                                       |  |

| Colo-Colo | U. de Chile |

### Campeón
| Chile               |
| Colo-Colo 2º título |

## Sexta edición
El partido, disputado en enero en el Estadio Sausalito de Viña del Mar, lo ganó Santiago Wanderers por 1-0, obteniendo así su primer título de la Copa Tarjeta Línea Propia de Telefónica CTC Chile.
| Copa Tarjeta Línea Propia de Telefónica CTC Chile 2002 VI edición; 25 de enero de 2002 | Santiago Wanderers | 1:0 (1:0) | Colo-Colo | Estadio Sausalito, Viña del Mar (Chile) |                          |
|                                                                                        | Soto 13'           |           |           | Árbitro(s): Rubén Selman                | Árbitro(s): Rubén Selman |
| 32' Muñoz (Colo-Colo). · 88' Cáceres (Colo-Colo).                                      |                    |           |           |                                         |                          |

### Campeón
| Chile                        |
| Santiago Wanderers 1º título |

## Séptima edición
El partido, disputado en febrero en el Estadio Municipal de San Felipe, terminó empatado 0-0 durante el tiempo reglamentario y se resolvió mediante definición a penales, en los cuales, Colo-Colo ganó por 5-4, obteniendo así su tercer título de la Copa Tarjeta Línea Propia de Telefónica CTC Chile.
| Copa Tarjeta Línea Propia de Telefónica CTC Chile 2002 VII edición; 2 de febrero de 2002 | Unión San Felipe | 0:0 (0:0) (5:4 p.)         | Colo-Colo        | Estadio Municipal de San Felipe, San Felipe (Chile) |  |
|                                                                                          |                  |                            | González 23' 63' |                                                     |  |
|                                                                                          |                  | Tiros desde el punto penal |                  |                                                     |  |
|                                                                                          | Romero           |                            |                  |                                                     |  |

### Campeón
| Chile               |
| Colo-Colo 3º título |

## Octava edición
El partido, disputado en febrero en el Estadio Francisco Sánchez Rumoroso de Coquimbo, lo ganó Coquimbo Unido por 3-1, obteniendo así su segundo título de la Copa Tarjeta Línea Propia de Telefónica CTC Chile.
| Copa Tarjeta Línea Propia de Telefónica CTC Chile 2002 VIII edición; 6 de febrero de 2002 | Coquimbo Unido                         | 3:1 (1:1) | Universidad de Chile | Estadio Francisco Sánchez Rumoroso, Coquimbo (Chile) |  |
|                                                                                           | Zambrano 32' · Ahumada 55' · Pinto 66' | Reporte   | Rueda 20'            |                                                      |  |
| 58' Vargas (Universidad de Chile).                                                        |                                        |           |                      |                                                      |  |

### Campeón
| Chile                    |
| Coquimbo Unido 2º título |

## Novena edición
El partido, disputado en febrero en el Estadio Fiscal de Talca, lo ganó Rangers por 2-1, obteniendo así su primer título de la Copa Tarjeta Línea Propia de Telefónica CTC Chile.
| Copa Tarjeta Línea Propia de Telefónica CTC Chile 2002 IX edición; 8 de febrero de 2002 | Rangers                  | 2:1 (2:1) | Colo-Colo | Estadio Fiscal de Talca, Talca (Chile)          |                                                 |
|                                                                                         | Rojas 15' · Guerrero 34' |           | Zúñiga 5' | Asistencia: 5.003 espectadores Árbitro(s): Aros | Asistencia: 5.003 espectadores Árbitro(s): Aros |

### Campeón
| Chile             |
| Rangers 1º título |

## Décima edición
El partido, disputado en febrero en el Estadio Municipal de Concepción, terminó empatado 1-1 durante el tiempo reglamentario y se resolvió mediante definición a penales, en los cuales, Universidad de Chile ganó por 4-3, obteniendo así su segundo título de la Copa Tarjeta Línea Propia de Telefónica CTC Chile.
| Copa Tarjeta Línea Propia de Telefónica CTC Chile 2002 X edición; 10 de febrero de 2002, 22:00 | Deportes Concepción                                  | 1:1 (0:0) (3:4 p.)         | Universidad de Chile                                    | Estadio Municipal de Concepción, Concepción (Chile) |  |
|                                                                                                | Torres 70' (pen.)                                    | Reporte                    | Guzmán 61'                                              |                                                     |  |
|                                                                                                |                                                      | Tiros desde el punto penal |                                                         |                                                     |  |
|                                                                                                | Torres · Vera · Rivera · Campos · Castiglione · Cruz |                            | Guzmán · Castañeda · Pardo · Valladares · Pinto · Tampe |                                                     |  |

### Campeón
| Chile                          |
| Universidad de Chile 2º título |

## Undécima edición
El partido, disputado en abril en el Estadio Fiscal de Talca, lo ganó Universidad de Chile por 3-0, obteniendo así su tercer título de la Copa Tarjeta Línea Propia de Telefónica CTC Chile.
El cotejo fue transmitido en directo por Televisión Nacional de Chile.
| Copa Tarjeta Línea Propia de Telefónica CTC Chile 2002 XI edición; 24 de abril de 2002, 22:00 | Rangers | 0:3 (0:1) | Universidad de Chile                 | Estadio Fiscal de Talca, Talca (Chile) |  |
|                                                                                               |         | Reporte   | Rueda 38' · Guzmán 49' · Garrido 82' |                                        |  |
| 54' Tampe (Universidad de Chile).                                                             |         |           |                                      |                                        |  |

### Campeón
| Chile                          |
| Universidad de Chile 3º título |

## Duodécima edición
El partido, disputado en septiembre en el Estadio Municipal Nelson Oyarzún de Chillán, terminó empatado 2-2 durante el tiempo reglamentario y se resolvió mediante definición a penales, en los cuales, Universidad de Chile ganó por 6-5, obteniendo así su cuarto título de la Copa Tarjeta Línea Propia de Telefónica CTC Chile.
El cotejo fue transmitido en directo por Televisión Nacional de Chile.
| Copa Tarjeta Línea Propia de Telefónica CTC Chile 2002 XII edición; 17 de septiembre de 2002, 22:00 | Colo-Colo                 | 2:2 (1:1) (5:6 p.) | Universidad de Chile        | Estadio Municipal Nelson Oyarzún, Chillán (Chile) |  |
| | Neira 11' · Quinteros 47' | Reporte            | González 7' · Henríquez 85' |                                                   |  |

### Campeón
| Chile                          |
| Universidad de Chile 4º título |